# Kristianstads vattenrike
Kristianstads vattenrike er et beskyttet vådområde i Kristianstad, i Helgeåens nedrere løb ved Hammarsjön. Siden 2006 er vandriget et biosfærereservat. I området findes Sveriges laveste punkt, 2,41 meter under havoverfladen. Der findes et rigt fugleliv samt udrydningstruede fiskearter. Gennem områdets nordlige del, i Kristianstads vestlige udkant, går vejen Härlövsängaleden og ved Härlövs enge ligger en tidligere losseplads, der nu er omdannet til naturmark. Mosslunda er også en del af Kristianstads vattenrike, det er et vandringsområde i Vä utmark. Ved Hammarsjöns nordlige ende ligger Ekenabben, også kendt som "Sveriges regnskov" med blandt andet kæmpe egetræer. Ved Hammarspynt ses den gigantiske arkimedesskrue (8 ton) som anvendtes da man afvandede Nosabysjön i 1800-tallet. Vattenrikets forskellige faciliteter er velbesøgte året rundt, og Naturum, Vattenrikets hus, der blev indviet 27. november 2010 havde de første 5 måneder ca. 40.000 besøgende.

## Eksterne kilder og henvisninger
1. ↑  
"Kristianstad Vattenrike Biosphere Reserve, Sweden". unesco.org. 2005. Arkiveret fra originalen 10. marts 2023. Hentet 21. april 2023.

- Vattenriket
- Bog om Vattenriket Arkiveret 11. august 2010 hos  Wayback Machine

55°59′02″N 14°12′44″Ø / 55.98389°N 14.21222°Ø